# Pau Ara
Pau Ara (en hebreu: שלום עכשיו-transliterat: Xalom akhxav) és una organització pacifista no governamental israeliana que fou fundada en 1978 per 348 oficials reservistes de l'exèrcit d'aquell país.

## Objectius
El seu principal propòsit és obtenir la pau interna i externa per Israel mitjançant:
- La influència sobre la societat, l'opinió pública i la política israeliana per aconseguir una major conscienciació de la necessitat d'assolir la pau com a requisit a mitjà i llarg termini per a la pròpia existència de l'Estat d'Israel.
- La signatura d'una pau duradora amb el poble palestí sobre una base negociada de la pau per territoris i la creació d'un Estat palestí, desmantellant els assentaments acabar amb les expropiacions de terres.[2][3]
- La signatura d'una pau duradora amb els països àrabs i musulmans en general sobre una base negociada de pau per territoris en el cas de Síria i fomentar la cooperació econòmica i política amb tots els països de l'Orient Mitjà.[4]

## Història
Pau Ara va néixer en 1978 després de la visita del president egipci Anwar el-Sadat a Israel, com a resposta d'una part de l'esquerra israeliana per exigir al president Menahem Beguin la signatura de la pau definitiva entre Egipte i Israel. L'organització es va oposar fermament a la invasió israeliana del Líban de 1982, ha demostrat sempre el seu rebuig als assentaments en la Cisjordània palestina ocupada, i a la Franja de Gaza, va acollir amb entusiasme el Pla de retirada unilateral israeliana de la Franja de Gaza, i sempre ha advocat per la negociació com a eina per a resoldre el conflicte àrab israelià.
L'organització no ha estat exempta de crítiques per part de gairebé tot l'espectre polític israelià per la seva suposada ingenuïtat i manca de realisme, donada la inexistència d'altres organitzacions pacifistes en els països àrabs, o en els territoris ocupats palestins. Pau Ara ha sofert també atacs violents per part de l'extrema dreta israeliana, com l'atemptat de 1983 en què va morir l'activista Emil Grunzweig, o la bomba col·locada per un grup d'extremistes jueus contra el seu membre Zeev Sternhell. L'ONG ha vist decaure el nombre dels seus seguidors en les darreres dècades, en part pel sorgiment d'altres organitzacions pacifistes israelianes com ara B'Tselem (בצלם) o Cens nacional (המפקד הלאומי). Amir Péretz, un important membre de l'organització, la va abandonar per seguir amb la seva carrera política, i va ser ministre de defensa laborista entre els anys 2006 i 2007.